# Crooked Island

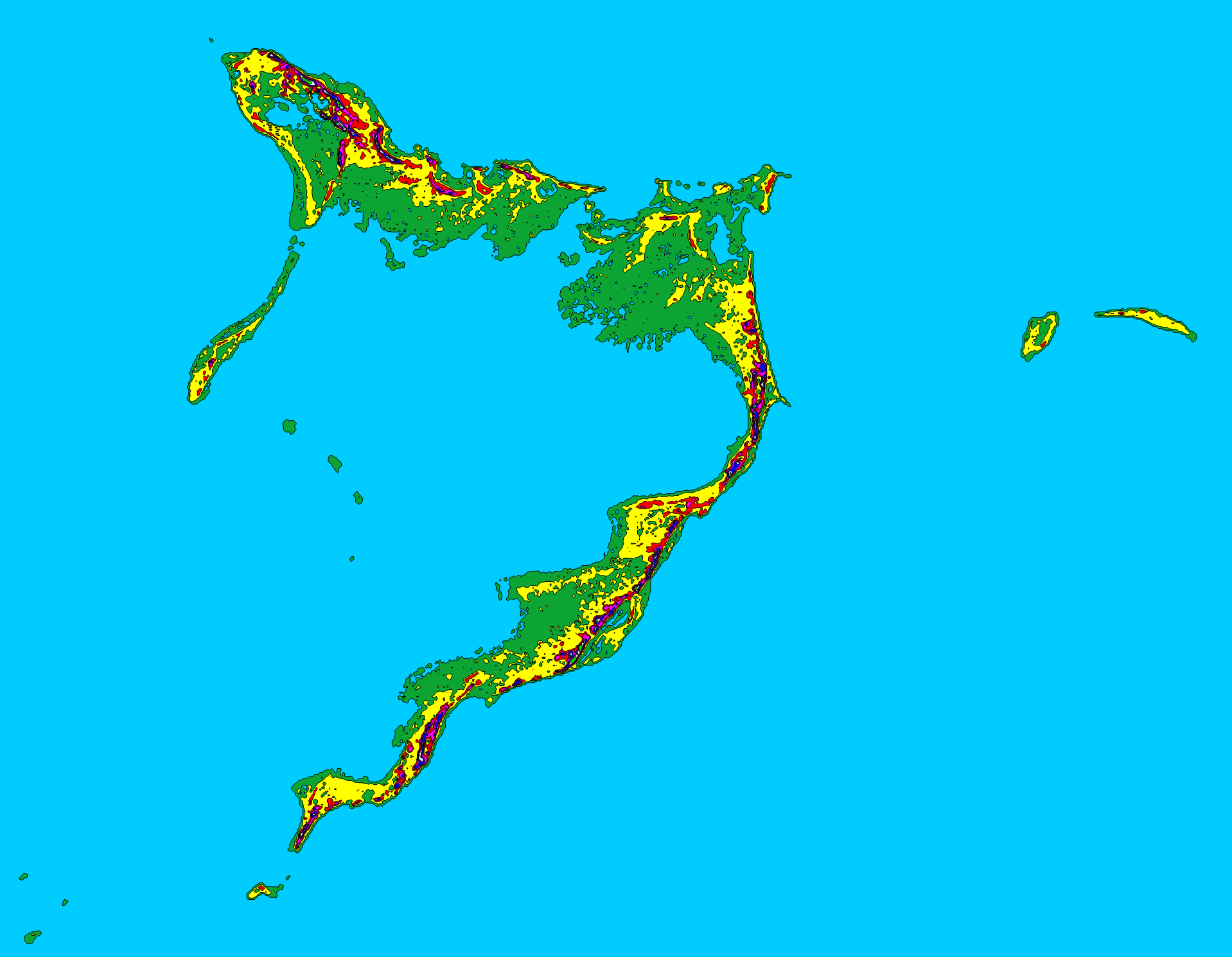
Mapa topográfico das ilhas Crooked e Acklins

A Ilha Crooked (em inglês:  Crooked Island) é um grupo de ilhas do arquipélago das Bahamas que se estende numa lagoa chamada Baía de Acklins, das quais as mais importantes são a Ilha Crooked, no norte e Acklins no sudeste, e as menores Cayo Largo ou Long Cay a noroeste, e a Ilha Castillo (Castle Island) a sul.
As ilhas foram colonizadas por norte-americanos leais à Coroa Britânica em finais da década de 1780 que estabeleceram as plantações de algodão e empregaram mais de 1000 escravos. Após a abolição da escravatura no Império Britânico estas atividades converteram-se em algo pouco rentável. Os habitantes atuais vivem da pesca e da agricultura de pequena escala.
Crooked Island é ainda um dos 32 distritos das Bahamas. Sua localização é ao sul da capital do arquipélago, Nassau. Engloba as ilhas de Acklins, Crooked Island e Long Cay.